# Bert Lindsay
Leslie Bertrand „Bert“ Lindsay (* 23. Juli 1881 in West Garafraxa, Ontario; † 11. November 1960 in Sarnia, Ontario) war ein kanadischer Eishockeytorwart, der während seiner aktiven Karriere zwischen 1903 und 1919 unter anderem für die Montreal Wanderers und Toronto Arenas in der National Hockey League (NHL) sowie die Victoria Aristocrats in der Pacific Coast Hockey Association (PCHA) und Renfrew Creamery Kings in der National Hockey Association (NHA) gespielt hat. Sein Sohn Ted Lindsay, ein Mitglied der Hockey Hall of Fame, und sein Cousin Bob Errey waren ebenfalls in der NHL aktiv.

## Karriere

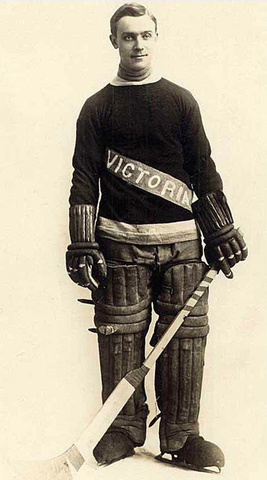
Lindsay im Trikot der Victoria Aristocrats

Lindsay spielte zunächst von 1903 bis 1906 für die Guelph Nationals und Toronto Argonauts. Anschließend war er unter anderem für die Renfrew Rivers und Latchford Pros als Torhüter aktiv, ehe er sich 1907 den Renfrew Creamery Kings anschloss. Mit den Creamery Kings trat er 1909 der neu gegründeten National Hockey Association (NHA) bei und war bis 1911 Stammtorwart des Teams. Im Jahr 1911 zog es ihn zu den Victoria Aristocrats in die Pacific Coast Hockey Association (PCHA), nachdem er sich weigerte für die Toronto Tecumsehs aus der NHA zu spielen, die ihn im Dispersal Draft von den Creamery Kings ausgewählt hatten.
Erst im November 1915 zog es ihn in die NHA zurück, wo er sich den Montreal Wanderers anschloss, mit denen er zur Saison 1917/18 der neu geschaffenen National Hockey League (NHL) beitrat. Die Zeit der Wanderers in der NHL war allerdings nur von kurzer Dauer, da die Heimspielstätte des Teams im Dezember 1917 auf die Grundmauern abbrannte. Lindsay schloss sich daher zur Saison 1918/19 dem amtierenden Stanley-Cup-Sieger Toronto Arenas an. Am Ende der Spielzeit beendete er seine Karriere.
Lindsay verstarb im November 1960 im Alter von 79 Jahren im kanadischen Sarnia in seiner Heimatprovinz Ontario.

## NHL-Statistik
(Legende zur Torhüterstatistik: GP oder Sp = Spiele insgesamt; W oder S = Siege; L oder N = Niederlagen; T oder U oder OT = Unentschieden oder Overtime- bzw. Shootout-Niederlage; Min. = Minuten; SOG oder SaT = Schüsse aufs Tor; GA oder GT = Gegentore; SO = Shutouts; GAA oder GTS = Gegentorschnitt; Sv% oder SVS% = Fangquote; EN = Empty Net Goal; 1 Play-downs/Relegation; Kursiv: Statistik nicht vollständig)